# Командний чемпіонат Європи із шахів 2013
Командний чемпіонат Європи із шахів 2013, проходив з 7 по 18 листопада 2013 року в Варшаві. Чемпіонат проводився за швейцарською системою у 9 турів.
Чоловіки
В чемпіонаті серед чоловіків брало участь 38 збірних (в тому числі 3 збірні від Польщі). Збірна України у не оптимальному складі (Олександр Арещенко (рейтинг 2720), Олександр Моїсеєнко (2709), Андрій Волокітін (2682), Захар Єфименко (2657), Сергій Федорчук (2666)), набравши 11 турнірних очок, посіла 9 місце.
Чемпіоном серед чоловічих збірних, набравши 14 очок, вдруге в історії стала  збірна Азербайджану, у складі якої виступали Шахріяр Мамед'яров (2757), Теймур Раджабов (2715), Елтадж Сафарлі (2653), Рауф Мамєдов (2647), Гадір Гусейнов (2607).
Срібним призером чемпіонату стала  збірна Франції, зокрема: Етьєн Бакро (2749), Максим Ваш'є-Лаграв (2742), Едуард Ромен (2653), Владислав Ткачов (2637), Хішам Хамдуші (2627).
Бронзовим призером стала  збірна Росії, зокрема:Олександр Грищук (2785), Петро Свідлер (2752), Дмитро Андрєйкін (2710), Олександр Морозевич (2727), Євген Томашевський (2722).
Жінки
В турнірі жіночих збірних участь взяли 32 команди (в тому числі від Польщі — 3 команди).
За тур до закінчення турніру чемпіоном Європи достроково стала  збірна України, у складі: Катерини Лагно (2542), Анни Ушеніної (2492), Марії Музичук (2491), Наталі Жукової (2466), Інни (Гапоненко) Яновської (2402).
Срібні нагороди дісталися  збірній Росії: Валентина Гуніна (2509), Олександра Костенюк (2510), Наталя Погоніна (2420), Ольга Гиря (2404), Олександра Горячкіна (2438).
Бронзовим призером стала  збірна Польщі, у складі: Моніки Соцко (2431), Йоланти Завадської (2383), Йоанни Майдан (2420), Івети Райліх (2404), Каріни Щепковської (2382).

## Таблиці результатів чемпіонату Європи

### Чоловіки

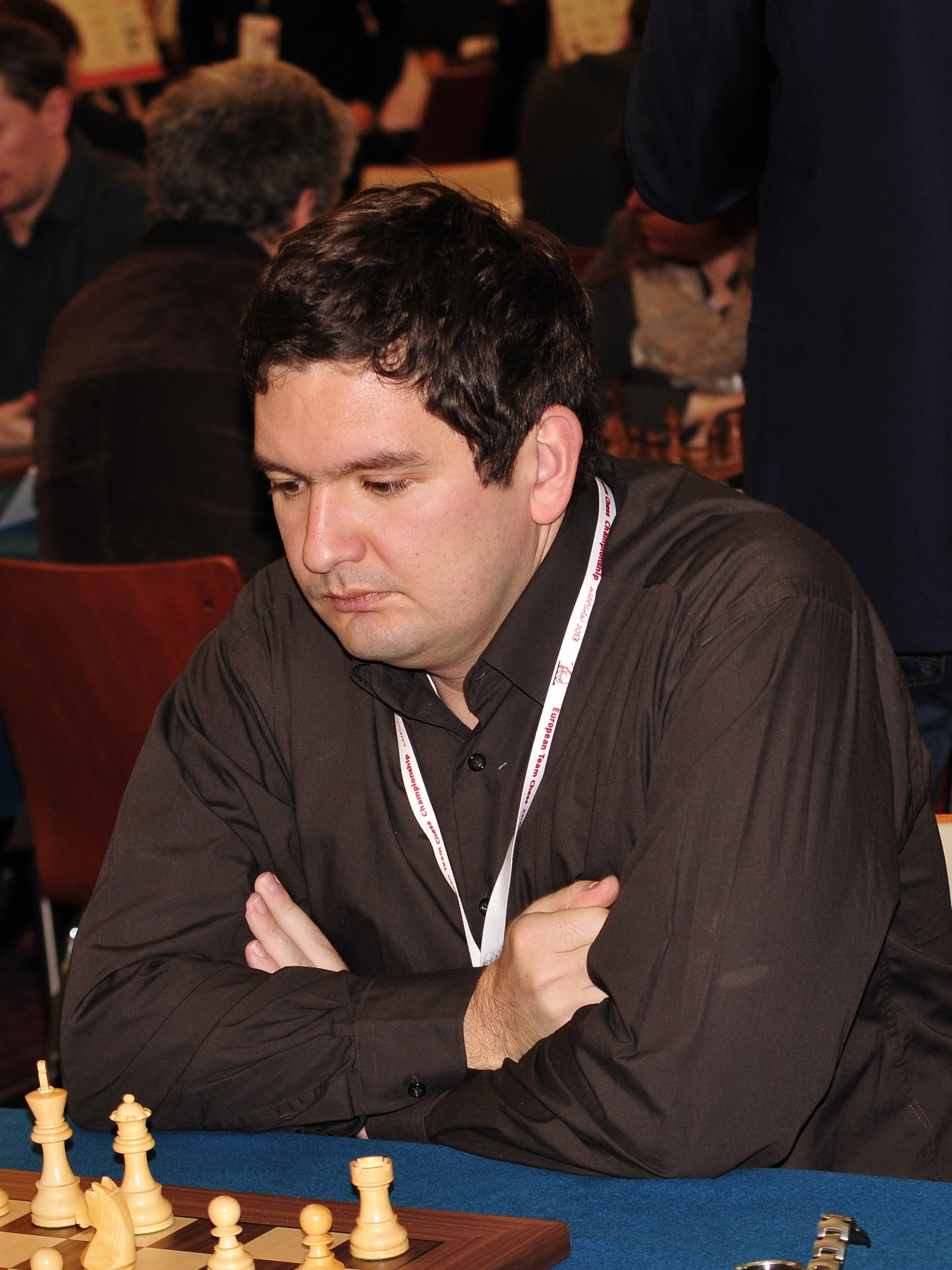
Олександр Моїсеєнко — (4-а шах-ця)

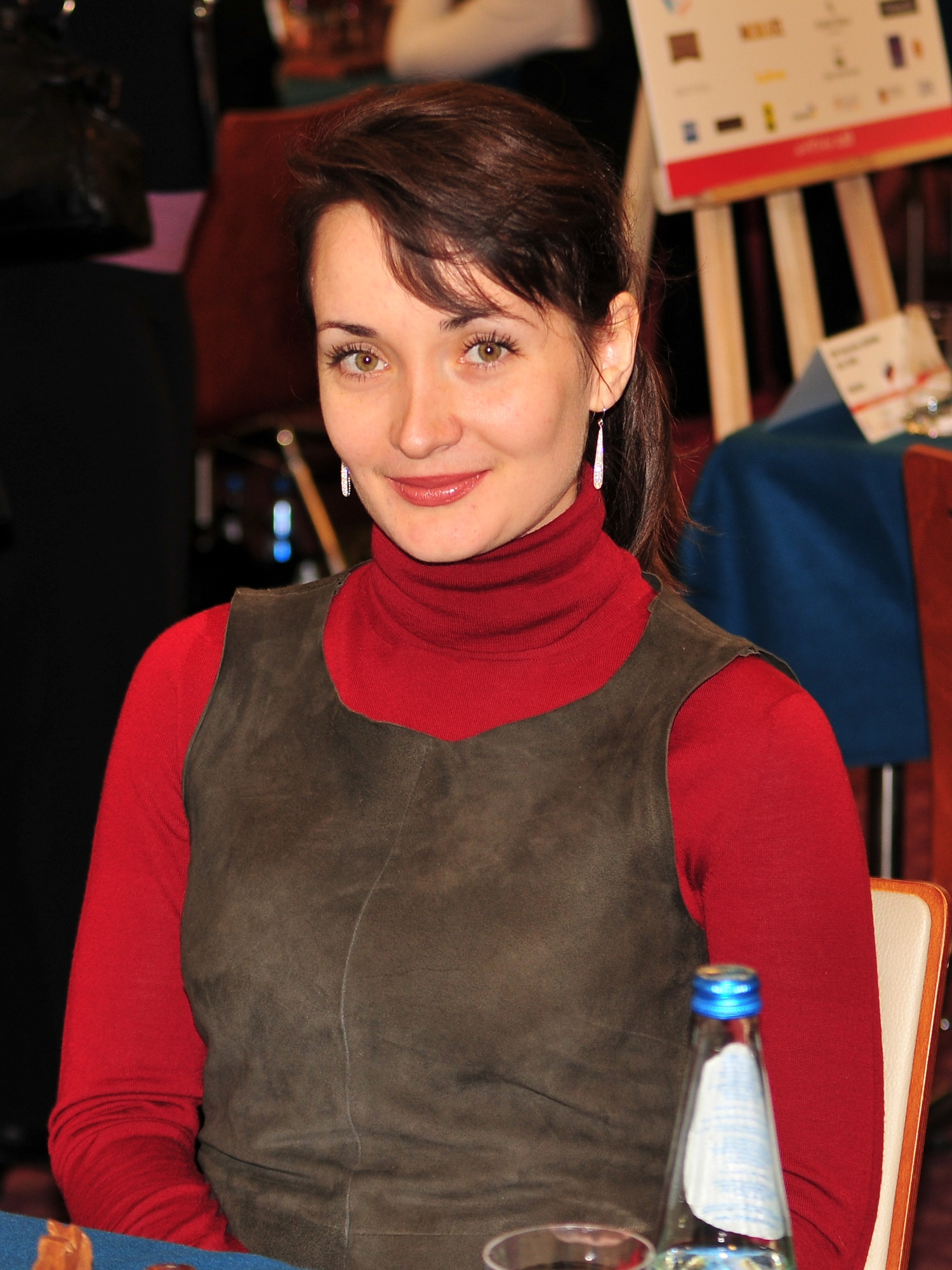
Катерина Лагно — чемпіонка Європи 2013 року (1-а шах-ця)

| Місце |             | Країна           | + = −   | Ком. очки | Дод. показник | Очки |
| 1     | Азербайджан | Азербайджан      | +5=4-0  | 14        | 212,0         | 21   |
| 2     | Франція     | Франція          | +5=3-1  | 13        | 210,5         | 20½  |
| 3     | Росія       | Росія            | +6=1-2  | 13        | 202,0         | 22½  |
| 4     | Вірменія    | Вірменія         | +5=3-1  | 13        | 195,5         | 20   |
| 5     | Угорщина    | Угорщина         | +4=4-1  | 12        | 200,5         | 21½  |
| 6     | Грузія      | Грузія           | +4=4-1  | 12        | 178,5         | 20   |
| 7     | Греція      | Греція           | +4=3-2  | 11        | 199,5         | 20½  |
| 8     | Чехія       | Чехія            | +4=3-2  | 11        | 192,5         | 20½  |
| 9     | Україна     | Україна          | +4=3-2  | 11        | 188,5         | 20½  |
| 10    | Англія      | Англія           | +3=5-1  | 11        | 184,5         | 20   |
| 11    | Нідерланди  | Нідерланди       | +5=1-3  | 11        | 167,0         | 23½  |
| 12    | Італія      | Італія           | +4=3-2  | 11        | 142,0         | 19   |
| 13    | Сербія      | Сербія           | +3=4-2  | 10        | 173,0         | 21   |
| 14    | Румунія     | Румунія          | +3=4-2  | 10        | 159,5         | 20½  |
| 15    | Білорусь    | Білорусь         | +4=2-3  | 10        | 155,5         | 18½  |
| 16    | Польща      | Польща           | +3=4-2  | 10        | 154           | 19½  |
| 17    | Хорватія    | Хорватія         | +3=4-2  | 10        | 151           | 18½  |
| 18    | Монако      | Чорногорія       | +4=2-3  | 10        | 124,5         | 17½  |
| 19    | Іспанія     | Іспанія          | +3=3-3  | 9         | 144,5         | 18   |
| 20    | Німеччина   | Німеччина        | +3=3-3  | 9         | 1442,5        | 18   |
| 21    | Словенія    | Словенія         | +4=1-4  | 9         | 138           | 16½  |
| 22    | Польща      | Польща (мол)     | +4=1-4  | 9         | 121,5         | 16   |
| 23    | Литва       | Литва            | +4=1-4  | 9         | 112,0         | 19   |
| 24    | Туреччина   | Туреччина        | +3=2-4  | 8         | 145           | 17½  |
| 25    | Болгарія    | Болгарія         | +3=2-4  | 8         | 134           | 18   |
| 26    | Швеція      | Швеція           | +3=2-4  | 8         | 127,5         | 18   |
| 27    | Данія       | Данія            | +3=2-4  | 8         | 115           | 18½  |
| 28    | Ізраїль     | Ізраїль          | +3=1-5  | 7         | 124,0         | 16½  |
| 29    | Ісландія    | Ісландія         | +3=1-5  | 7         | 112,0         | 17½  |
| 30    | Австрія     | Австрія          | +2=3-4  | 7         | 110,5         | 14   |
| 31    | Польща      | Польща (goldies) | +3=1-5  | 7         | 110,0         | 16   |
| 32    | Швейцарія   | Швейцарія        | +3=1-5  | 7         | 103,0         | 14½  |
| 33    | Бельгія     | Бельгія          | +3=1-5  | 7         | 95,5          | 18½  |
| 34    | Фінляндія   | Фінляндія        | +2=2-5  | 6         | 90            | 16½  |
| 35    | Норвегія    | Норвегія         | +3=0-6  | 6         | 68,5          | 14   |
| 36    | Шотландія   | Шотландія        | +1=2-6  | 4         | 67,5          | 13   |
| 37    | Макао       | Македонія        | +2=0-57 | 4         | 66,5          | 14   |
| 38    | Уельс       | Уельс            | +0=0-9  | 0         | 13,5          | 2    |

| Місце |             | Країна       | + = −  | Ком. очки | Дод. показник | Очки |
| 1     | Україна     | Україна      | +7=1-1 | 15        | 222,5         | 24   |
| 2     | Росія       | Росія        | +6=2-1 | 14        | 267,5         | 25   |
| 3     | Польща      | Польща       | +6=2-1 | 14        | 203,0         | 21½  |
| 4     | Грузія      | Грузія       | +4=4-1 | 12        | 226           | 203  |
| 5     | Вірменія    | Вірменія     | +5=2-2 | 12        | 215,5         | 24   |
| 6     | Угорщина    | Угорщина     | +4=3-2 | 11        | 173,5         | 21   |
| 7     | Німеччина   | Німеччина    | +5=1-3 | 11        | 167,0         | 20   |
| 8     | Литва       | Литва        | +5=1-3 | 11        | 164,0         | 20½  |
| 9     | Польща      | Польща III   | +5=1-3 | 11        | 160,0         | 19   |
| 10    | Чехія       | Чехія        | +5=1-3 | 11        | 158,0         | 21   |
| 11    | Іспанія     | Іспанія      | +5=1-3 | 11        | 157,0         | 19   |
| 12    | Румунія     | Румунія      | +4=2-3 | 10        | 175,5         | 22½  |
| 13    | Польща      | Польща (мол) | +5=0-4 | 10        | 132,5         | 18½  |
| 14    | Нідерланди  | Нідерланди   | +4=2-3 | 10        | 115,0         | 18   |
| 15    | Болгарія    | Болгарія     | +4=1-4 | 9         | 158,0         | 17½  |
| 16    | Сербія      | Сербія       | +4=1-4 | 9         | 137,5         | 18   |
| 17    | Австрія     | Австрія      | +4=1-4 | 9         | 109,5         | 14½  |
| 18    | Словенія    | Словенія     | +3=3-3 | 9         | 108,5         | 17½  |
| 19    | Ізраїль     | Ізраїль      | +3=2-4 | 8         | 158,5         | 19   |
| 20    | Азербайджан | Азербайджан  | +4=0-5 | 8         | 129,0         | 17   |
| 21    | Білорусь    | Білорусь     | +2=4-3 | 8         | 125           | 16   |
| 22    | Туреччина   | Туреччина    | +4=0-5 | 8         | 118,0         | 19   |
| 23    | Англія      | Англія       | +4=0-5 | 8         | 56,0          | 12   |
| 24    | Франція     | Франція      | +3=1-5 | 7         | 119           | 17½  |
| 25    | Італія      | Італія       | +3=1-5 | 7         | 117,5         | 19   |
| 26    | Греція      | Греція       | +2=3-4 | 7         | 116,5         | 15½  |
| 27    | Бельгія     | Бельгія      | +3=0-6 | 6         | 87            | 12½  |
| 28    | Швейцарія   | Швейцарія    | +2=2-5 | 6         | 85,5          | 16   |
| 29    | Норвегія    | Норвегія     | +2=2-5 | 6         | 67,5          | 11½  |
| 30    | Хорватія    | Хорватія     | +2=0-7 | 4         | 59,5          | 12½  |
| 31    | Ісландія    | Ісландія     | +0=3-6 | 3         | 77,0          | 12   |
| 32    | Фінляндія   | Фінляндія    | +0=3-6 | 3         | 70,5          | 12   |

## Результати шахістів збірної України
- Дошка — № дошки (1-4, резервна);
- Очки — сума набраних очок (1 за перемогу шахіста, ½ за нічию, 0 — за поразку);
- Пол (3) — суперник (Польща) та кількість набраних очок;
- 2542 — рейтинг суперника;
- Б/Ч - білі/чорні фігури;
- Перф  — турнірний перфоменс;
- М  — місце на своїй дошці.

Чоловіки 
| Дошка | Шахіст              | Рейтинг | Очки | Ігри | + | = | - | Пол (3)  | Хор (2½) | Фра (1)  | Вір (3)  | Рум (2)  | Анг (2)  | Біл (2)  | Гру (1½) | Сло (3½) | Перф | Місце |
| ----- | ------------------- | ------- | ---- | ---- | - | - | - | -------- | -------- | -------- | -------- | -------- | -------- | -------- | -------- | -------- | ---- | ----- |
| 1     | Олександр Арещенко  | 2720    | 3½   | 8    | 2 | 3 | 3 | 2542 Ч 1 | 2628 Б 1 | 2749 Ч ½ | 2801 Б ½ | 2630 Ч 0 | 2752 Ч ½ | 2694 Б 0 | 2695 Б 0 |          | 2643 | 21    |
| 2     | Андрій Волокітін    | 2682    | 5    | 8    | 3 | 4 | 1 | 2543 Б 1 | 2611 Ч 1 | 2742 Б ½ | 2700 Ч 1 | 2576 Б ½ | 2696 Б 0 |          | 2631 Ч ½ | 2637 Ч ½ | 2737 | 7     |
| 3     | Захар Єфименко      | 2657    | 3    | 6    | 1 | 4 | 1 | 2581 Ч ½ | 2571 Б ½ | 2653 Ч 0 |          |          | 2648 Ч ½ | 2619 Ч ½ |          | 2573 Б 1 | 2608 | 9     |
| 4     | Олександр Моїсеєнко | 2709    | 5½   | 8    | 4 | 3 | 1 | 2555 Б ½ |          | 2637 Б 0 | 2663 Б ½ | 2590 Ч 1 | 2644 Б 1 | 2583 Б 1 | 2670 Б ½ | 2555 Ч 1 | 2745 | 2     |
| 5     | Сергій Федорчук     | 2666    | 3½   | 6    | 2 | 3 | 1 |          | 2522 Ч 0 |          | 2431 Ч 1 | 2548 Б ½ |          | 2501 Ч ½ | 2494 Ч ½ | 2494 Б 1 | 2606 | 6     |

Жінки 
| Дошка | Шахіст         | Рейтинг | Очки | Ігри | + | = | - | Азе (3)  | Біл (3½) | Фра (3)  | Ізр (2½) | Пол (3½) | Гру (2)  | молП (2½) | Вір (3)  | Рос (1)  | Перф | Місце |
| ----- | -------------- | ------- | ---- | ---- | - | - | - | -------- | -------- | -------- | -------- | -------- | -------- | --------- | -------- | -------- | ---- | ----- |
| 1     | Катерина Лагно | 2542    | 6    | 9    | 5 | 2 | 2 | 2354 Ч 1 | 2350 Б 1 | 2510 Ч ½ | 2313 Б 1 | 2431 Б 1 | 2556 Ч 0 | 2336 Ч ½  | 2457 Б 1 | 2509 Ч 0 | 2549 | 3     |
| 2     | Анна Ушеніна   | 2492    | 6½   | 8    | 5 | 3 | 0 | 2236 Б 1 | 2226 Ч 1 | 2383 Б 1 | 2291 Ч ½ | 2383 Ч 1 | 2374 Б 1 | 2327 Б ½  | 2447 Ч ½ |          | 2584 | 3     |
| 3     | Марія Музичук  | 2491    | 6½   | 8    | 6 | 1 | 1 | 2255 Ч 1 |          | 2302 Ч 1 | 2282 Б ½ | 2404 Б 1 | 2524 Ч 1 | 2308 Ч 1  | 2301 Б 1 | 2510 Ч 0 | 2612 | 1 (3) |
| 4     | Наталя Жукова  | 2466    | 3    | 7    | 1 | 4 | 2 | 2253 Б 0 | 2075 Б 1 |          | 2294 Ч ½ | 2382 Ч ½ | 2423 Б 0 |           | 2339 Ч ½ | 2499 Ч ½ | 2274 | 11    |
| 5     | Інна Гапоненко | 2402    | 2    | 4    | 0 | 4 | 0 |          | 2074 Ч ½ | 2292 Б ½ |          |          |          | 2282 Б ½  |          | 2438 Б ½ | 2272 | б/м   |

## Індивідуальні нагороди

### Чоловіки
- Загальний залік [6]:

 Іван Соколов (Нідерланди)  — 2941 (турнірний перфоменс)

 Веселин Топалов (Болгарія)  — 2900

 Аркадій Найдіч (Німеччина)  — 2854 
- Перша шахівниця:

 Веселин Топалов (Болгарія)  — 2900 

 Аркадій Найдіч (Німеччина) — 2854 

 Левон Аронян (Вірменія)  — 2813 
- Друга шахівниця:

 Іван Соколов (Нідерланди)  — 2941

 Петро Свідлер (Росія) — 2806 

 Чаба Балог (Угорщина)  — 2767 
- Третя шахівниця:

 Едуард Ромен (Франція)  — 2738

 Бранко Дамлянович (Сербія) — 2706 

 Золтан Алмаші (Угорщина)  — 2705 
- Четверта шахівниця:

 Матеуш Бартель (Польща)  — 2836

 Олександр Моїсеєнко (Україна) — 2745 

 Рауф Мамєдов (Азербайджан)  — 2732 
- Резервна шахівниця:

 Васіліос Котроніас (Греція)  — 2703

 Гадір Гусейнов (Азербайджан) — 2693 

 Кирило Ступак (Білорусь)  — 2645

### Жінки

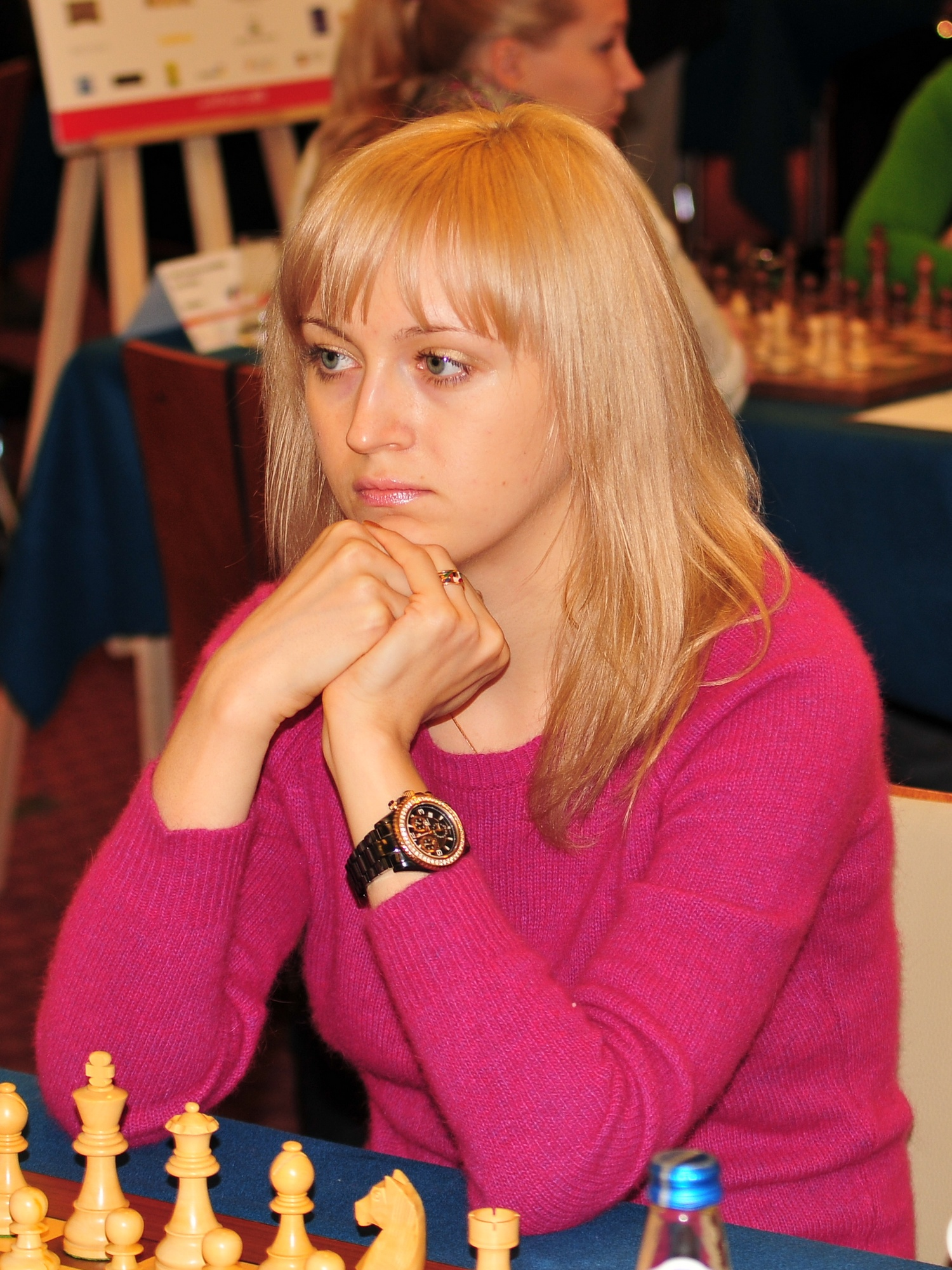
Анна Ушеніна — чемпіонка Європи 2013 року (2-а шах-ця)

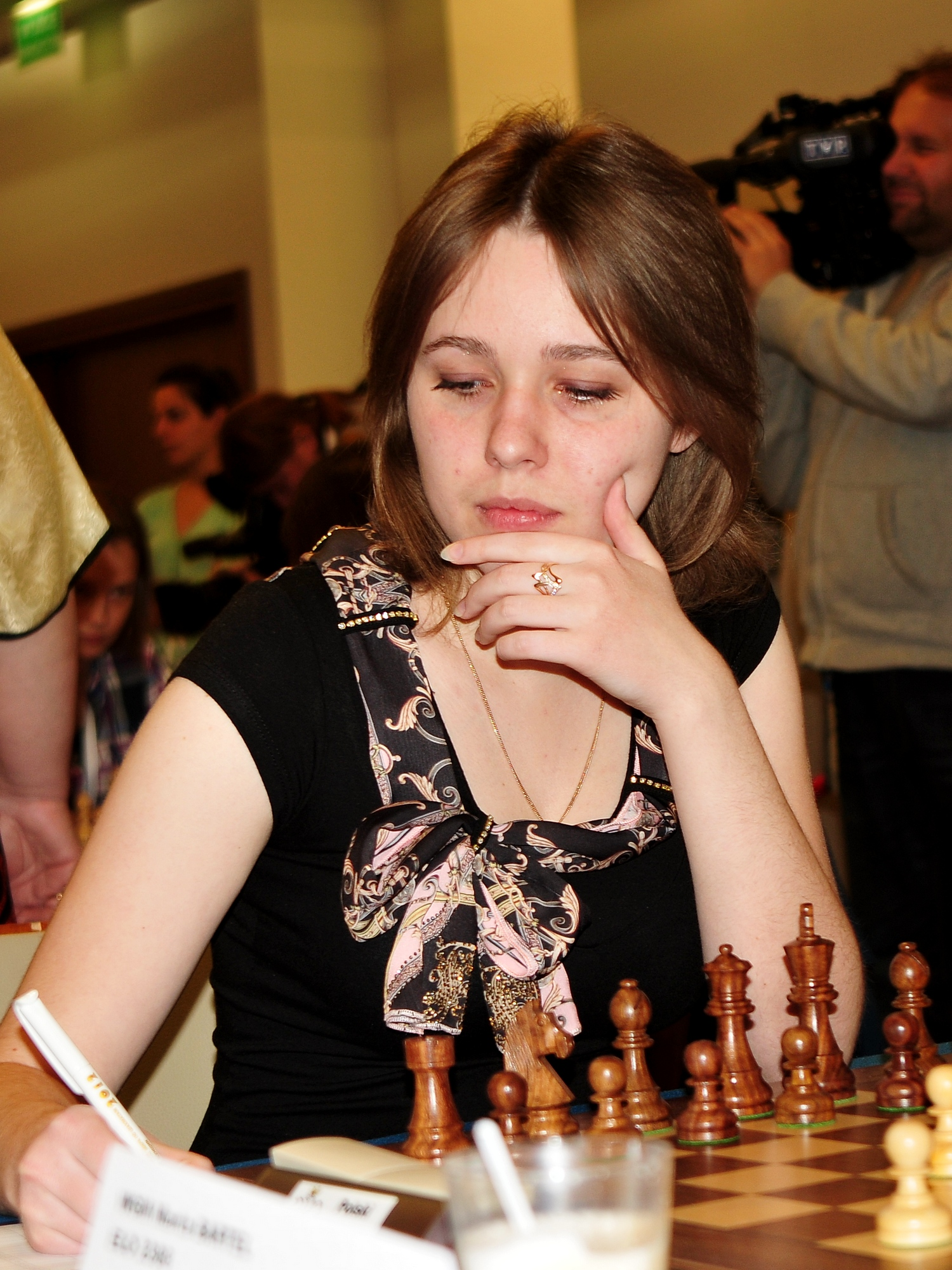
Марія Музичук — чемпіонка Європи 2013 року (3-я шах-ця)

- Загальний залік[7]:

 Олександра Костенюк (Росія)  — 2766 

 Ліліт Мкртчян (Вірменія)  — 2612

 Марія Музичук (Україна)  — 2612 
- Перша шахівниця:

 Вікторія Чміліте (Болгарія)  — 2574 

 Нана Дзагнідзе (Грузія) — 2560 

 Катерина Лагно (Україна)  — 2549 
- Друга шахівниця:

 Олександра Костенюк (Росія)  — 2766 

 Ліліт Мкртчян (Вірменія)  — 2612

 Анна Ушеніна (Україна)  — 2584 
- Третя шахівниця:

 Марія Музичук (Україна)  — 2612

 Ана Матнадзе (Іспанія) — 2445 

 Наталя Погоніна (Росія)  — 2441 
- Четверта шахівниця:

 Анна Хааст (Нідерланди)  — 2579

 Бела Хотенашвілі (Грузія) — 2539 

 Юлія Швайгер (Ізраїль)  — 2425 
- Резервна шахівниця:

 Лейла Джавахішвілі (Грузія) — 2526 

 Каріна Щепковська-Хоровська (Польща) — 2514 

 Ольга Сікорова (Чехія)  — 2416